# 윈필드 스콧 실리
윈필드 스콧 슐레이(Winfield Scott Schley, 1839년 10월 9일 – 1911년 10월 2일)는 미국 해군의 소장이자 미국-스페인 전쟁 중 산티아고데쿠바 전투의 영웅이었다.

## 생애

### 초기 생활
"리치필즈"(그의 아버지 농장)에서 태어난 슐레이는 프레더릭 (메릴랜드주) 근처에서 1860년 미국 해군사관학교를 졸업하고, 프리깃 Niagara의 사관생도로 중화인민공화국과 일본으로 갔다.

### 남북 전쟁
1861년 귀국했을 때, 남북 전쟁이 진행 중이었다. 그는 마스터로 임명되었고, 1862년까지 서부만 전대의 프리깃 Potomac에 배정되었다. 그 후 그는 그 전대의 측륜 포함 Winona와 나중에 슬루프 Monongahela와 Richmond에서 복무했으며, 1863년 미시시피 강에 있는 루이지애나의 포트 허드슨 점령으로 이어진 모든 교전에 참여했다 (부분적으로 빅스버그에서 아메리카 연합국을 분할하려는 캠페인의 일환이었다). 그는 1862년 7월 16일에 대위로 진급했다.

### 친차 제도 전쟁과 산살바도르 혁명
그는 1864년에 미국 남부 해역에서 태평양 전대로 명령받아, 1866년까지 측륜 포함 Wateree에서 선임 장교로 복무했다. 그는 1865년에 친차 제도에서 중국인 노동자들의 반란을 진압했으며, 같은 해 말에는 혁명 중 미국의 이익을 보호하기 위해 라우니온에 상륙했다. 그는 1866년에 소령으로 진급했다.

### 신미양요
1866년부터 1869년까지 그는 미국 해군사관학교의 강사였다. 그 후 그는 아시아 전대에 배정되었고, 1872년까지 프로펠러 슬루프 Benicia에서 복무했으며, 1871년 6월 10일과 6월 11일 강화도에서 소장 존 로저스의 원정대가 조선 포대를 공격할 때 지상군의 부관이었다. 그 후 그는 조선 요새를 파괴한 뒤 이어진 강화도 전투에 참여했다.

### 갈등 사이, 1870년대–1890년대

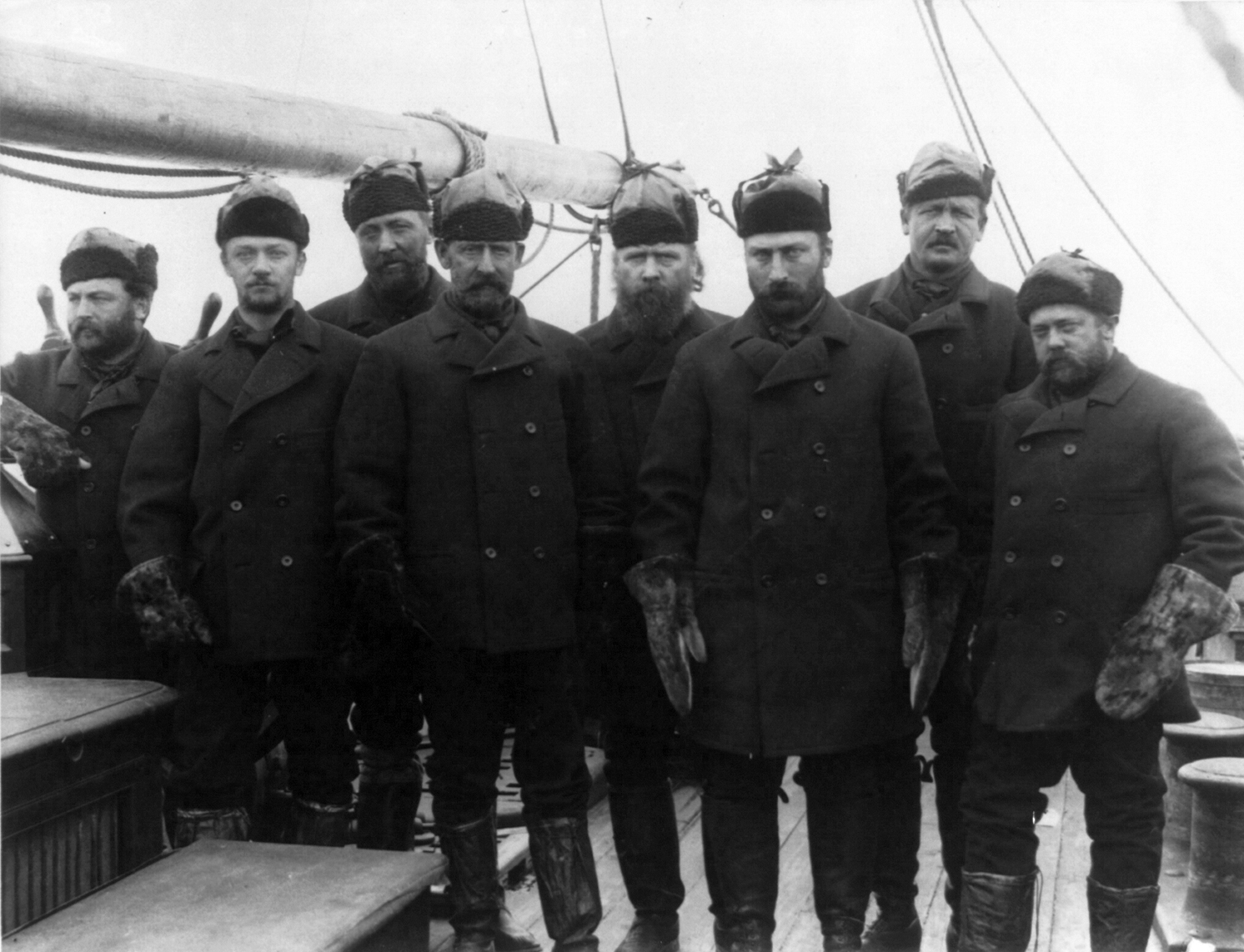
슐레이(왼쪽에서 넷째)와 아돌푸스 그릴리 탐험대 생존자들을 구출한 대원들

1872년부터 1875년까지 그는 해군사관학교의 근대 언어 학과장이었다. 그는 1874년 6월에 사령관으로 진급했다.
유럽과 아프리카 서해안에서 복무한 후, 그는 1876년부터 1879년까지 슬루프형 포함 Essex를 지휘했으며, 대부분의 시간을 브라질 기지의 남대서양에서 보냈다. 항해 중 그는 실종된 바다표범 사냥꾼을 찾기 위해 사우스셰틀랜드 제도 근처로 에섹스호를 항해시켰고, 트리스탄다쿠냐 섬에서 난파된 승무원들을 구조했다. 1879년부터 1883년 10월까지 그는 제2등대지구의 검사관이었다.
그릴리 중위의 레이디 프랭클린 만 탐험대에 재보급 및 구호 임무가 반복적으로 실패한 후, 슐레이는 1884년 2월에 다음 구호 탐험대를 지휘하도록 임명되었다. 그의 기함은 최근 구입한 캐나다 범선 Bear였으며, 이 배는 연방 복무에서 길고 뛰어난 경력을 쌓게 된다. 6월 22일, 그리넬랜드의 세이빈 곶 근처에서 슐레이는 항해 중 1,400 마일 (2,300 km)의 얼음을 통과한 후 그릴리와 그의 24명 동료 중 6명을 구출했다.
슐레이는 1885년에 미국 해군부의 장비 및 징집국장으로 임명되었고, 1888년 3월에 대령으로 진급했다.
그는 1891년 조지 브라운 소장의 칠레 연안 전대에서 가장 초기 방호순양함 중 하나인 Baltimore를 지휘했으며, 그곳에서 여러 명의 미국 수병들이 폭도에게 돌에 맞자 발파라이소 항으로 향했다. 1891년 8월, 여전히 그의 지휘 아래 있던 볼티모어는 유명한 최초의 남북 전쟁 철갑함 Monitor의 설계자인 존 에릭손의 유해를 스웨덴으로 운반하기 위해 파견되었다.
1892년 초, 그는 다시 등대국으로 전출되어 1895년 2월까지 제3등대지구의 검사관이었다. 1895년, 그는 장갑순양함 New York의 지휘를 맡았다. 1897년부터 1898년까지 그는 등대위원회 위원(및 의장)이었다.

### 미국-스페인 전쟁

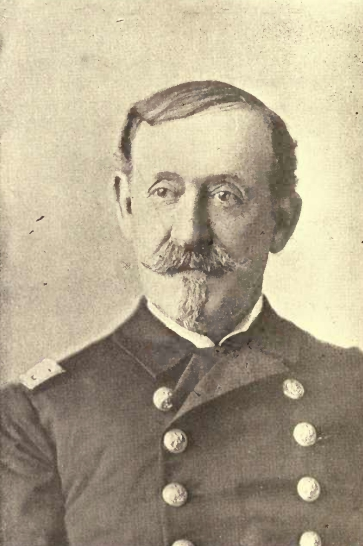
미국-스페인 전쟁 당시 윈필드 스콧 슐레이 소장

슐레이는 1898년 2월 6일 제독으로 임명되었고, 3월 24일에는 제독 명단에서 가장 낮은 순위였지만, 미국-스페인 전쟁에서 복무하기 위해 장갑순양함 Brooklyn를 기함으로 하는 플라잉 전대의 지휘를 맡았다.
1898년 5월 18일, "슐레이의 플라잉 전대"는 임시 소장 윌리엄 T. 샘프슨에 의해 시엔푸에고스로 보내져 세르베라 제독이 지휘하는 스페인 전대를 추적했다. 샘프슨이 세르베라가 시엔푸에고스가 아닌 산티아고데쿠바에 있다는 소식을 들었을 때, 그는 처음에는 망설여서 슐레이에게 소문을 알리면서도 시엔푸에고스에 머물 것을 요청했고, 나중에는 슐레이에게 산티아고데쿠바의 상황을 조사하도록 명령을 변경했다.
슐레이는 샘프슨의 부하였지만, 자신의 함선을 독립적으로 지휘하는 데 익숙했다. 슐레이는 모든 징후가 세르베라가 그 항구에 있다는 것을 나타낸다고 느끼며 시엔푸에고스에 머물기로 결정했다. 쿠바 반란군으로부터 세르베라가 시엔푸에고스에 분명히 없다는 소식을 들은 후, 슐레이는 명령을 받은 지 사흘 만에 샘프슨의 명령에 복종하여 산티아고데쿠바로 가기로 결정했다. 그가 만난 세 척의 미국 순양함 승무원들이 세르베라의 행방을 모른다고 부인하자, 슐레이는 키웨스트로 돌아가 함선에 석탄을 보급하기로 결정했다. 미국 해군부는 슐레이에게 산티아고데쿠바에 머물도록 전보를 보냈지만, 그는 이 명령을 따를 수 없다고 답했다. 설명할 수 없게도, 슐레이는 항해 도중에 5월 28일 산티아고데쿠바로 돌아가기로 결정했으며, 다음 날 스페인 전대가 그곳에 있다는 것이 확인되었다. 샘프슨은 6월 1일에 도착하여 지휘를 맡았다. 미국 함선들은 스페인 함선을 가두기 위해 좁은 남쪽 항구 입구 수로를 봉쇄하기 위해 서쪽에서 남쪽으로 동쪽으로 역삼각형 대형을 형성했다. 일반적으로 이 역삼각형 대형은 서쪽과 남쪽에 더 빠른 순양함 브루클린과 전함 Texas로 구성되고, 남쪽과 동쪽에는 더 무거운 전함 Oregon, Iowa, Massachusetts가 배치되었다. 이 개념은 더 크지만 느린 전함들이 동쪽에 있는 육상 침공을 지원하는 다이키리 교두보와 보급선을 보호하고, 서쪽에 있는 더 빠른 함선들이 스페인 함대가 나올 때 집중 공격할 수 있도록 하는 것이었다. 분명히 해군의 가장 큰 관심사는 스페인의 출격으로부터 육군 교두보를 보호하는 것이었다. 스페인 함선들이 서쪽으로 도망치는 것은 덜 중요했다. 다른 함선으로는 장갑순양함 뉴욕이 있었는데, 브루클린만큼 빠르지만 무장은 덜했으며, 샘프슨은 이를 자신의 기함으로 사용했다.

### 산티아고데쿠바 전투
7월 3일, 샘프슨이 뉴욕호에 타고 쿠바 해안의 윌리엄 샤프터 장군을 만나러 가는 중이었고 매사추세츠호가 관타나모에서 석탄을 보급받는 동안, 세르베라 제독은 산티아고데쿠바 항구 수로에서 총격을 가하며 서쪽으로 방향을 틀어 봉쇄를 돌파하려 했다. 샘프슨이 없는 동안 슐레이가 지휘를 맡았다. 그의 기함인 브루클린은 미국 함대의 가장 서쪽에 배치되었다. 세르베라의 계획의 일환으로, 그는 스페인 전대의 기함이자 선두 함선인 Infanta Maria Teresa를 의도적으로 브루클린을 향해 직접 돌진하거나 (매우 짧은 사거리의) 선수 어뢰를 발사하려 했고, 이 배는 아이오와호 옆을 지나면서 이미 심각한 손상을 입었고, 아이오와호는 12-인치 (300 mm) 포탄 두 발로 명중시켰다. 세르베라의 의도는 인판타 마리아 테레사를 희생시켜 나머지 스페인 함선들을 위해 서쪽으로 구멍을 뚫는 것이었는데, 이들은 좁은 수로에서 인판타 마리아 테레사를 따라 단일 종대1로 나섰고 동쪽으로는 인디애나호와 아이오와호, 남쪽으로는 텍사스호와 오리건호의 맹렬한 공격을 뚫고 나왔으며, 미국 함대에서 가장 빠른 브루클린호를 격침시키려 했다. 브루클린호와 텍사스호는 처음에는 스페인 함대를 향해 돌진했고 (이것이 적에게 가능한 한 빨리 접근하려는 일반적인 계획이었다), 그러나 인판타 마리아 테레사가 서쪽으로 방향을 틀자 텍사스호도 그 방향에 맞춰 측면을 노출하고 스페인 함대와 함께 전진했고, 뒤따르던 오리건호도 마찬가지였다. 모든 함선에서 지속적인 포격이 있었으며, 미국 함선들은 스페인 함선보다 연기로 인해 시야가 더 가려졌다.
브루클린호에 타고 있던 슐레이는 동쪽으로 이동하다가 인판타 마리아 테레사가 방향을 틀지 않고 충돌하거나 어뢰를 발사할 것이라는 점을 갑자기 깨닫고 브루클린호에 다른 전대 함선들의 항로를 향해 놀랍도록 공격적인 인판타 마리아 테레사로부터 멀리 떨어지도록 조종하라고 명령했다. 이 행동으로 인해 막 전속력으로 속도를 내던 텍사스호는 갑자기 엔진을 3분 동안 역회전시켜 거의 정지 상태에 이르렀다. 텍사스호가 정지한 것은 브루클린호가 자신의 방향으로 선회를 시작했음을 인지한 후 더 이상 보이지 않았기 때문이다. 텍사스호의 이 행동은 예방적이었지만 분명히 신중한 것이었으며, 충돌은 재앙이 될 수 있었다. 브루클린호가 텍사스호의 함수를 얼마나 가깝게 가로질렀는지는 기록되지 않았다. 한 신문 삽화가는 나중에 매우 가까웠다고 그렸고, 텍사스호의 함장 존 우드워드 필립은 나중에 거대한 장갑순양함이 연기 속에서 나타나 텍사스호 앞을 가로지를 때 브루클린호가 상당히 크게 보였다고 진술했다. 그 후, 이제 정지된 텍사스호는 오리건호가 이제 (드레드노트 이전) 전함으로서는 놀라운 속도로 텍사스호의 후미로 달려와 더 큰 화력으로 스페인 함대 쪽으로 안쪽으로 통과하여 몇 분 동안 텍사스호의 사격을 효과적으로 가렸기 때문에 사격을 중지할 수밖에 없었다. 이것은 텍사스호가 구식 설계(최초의 중장갑 미국 해군 전함 중 하나)였기 때문에 다른 신형 전함만큼의 사격 속도를 낼 수 없었으므로 특별히 심각한 것은 아니었다. 오리건호가 통과했을 때, 텍사스호는 스페인 전열의 네 번째 함선인 Almirante Oquendo와 교전하게 되었고, 네 발의 명중탄을 맞았다. 스페인 함선은 "좋은" 탄약(그들의 otherwise 속사포인 5.5-인치 (140 mm) 포는 제대로 만들어진 탄약의 공급이 제한적이었고, 이를 매우 빠르게 소모했다)을 마지막으로 발사했다. 아이러니하게도 텍사스호는 이미 어느 정도 인판타 마리아 테레사호, Vizcaya, Cristóbal Colón, 그리고 이제 알미란테 오켕도호와 더 가깝게 교전했으며, 심지어 후미의 스페인 어뢰정 Plutón과 Furor와도 교전했으며, 브루클린호와 오리건호의 기동에 따른 흥분된 상황에 연루되었기 때문에 실제보다 훨씬 더 좋은 언론의 주목을 받았고, 이는 부분적으로 먼저 잠재적 충돌을 피하기 위해 정지해야 했고 그 다음 사격이 가려진 것으로부터 발생한 부정적인 인상을 악화시켰을 수 있다. 텍사스호는 스페인군의 관타나모 점령 중 이미 영예를 얻었으며, 전투 후 Reina Mercedes와의 교전에서 더 많은 영예를 얻었을 것이며, 이는 그 중요성을 높였을 수 있다.
슐레이의 선회가 스페인 함선들에게 산티아고 항구 입구를 벗어날 시간을 벌어주었다는 점은 의심할 여지가 없지만, 선회를 마쳤고 오리건호보다 여전히 앞서 있던 슐레이의 브루클린호를 포함한 미국 함대는 접근하여 약 1,000 야드 (910 m) 거리에서 비스카야호와 추격전을 벌였다. 슐레이에게는 평소에는 빠른 함선인 비스카야호가 극도로 지저분한 선체 때문에 매우 느렸고, 이제 전투에서 벗어난 크리스토발 콜론호의 속도를 따라잡을 수 없었다는 것이 다행이었다. 만약 비스카야호의 선체가 깨끗했다면, 슐레이는 두 척의 함선을 추격하며 한 척과 싸워야 했을 것이다. 인판타 마리아 테레사호는 불이 붙었고 심하게 손상되어 북쪽으로 방향을 틀어 좌초해야 했다. 브루클린호와 비스카야호 사이의 전투는 함선들이 서쪽으로 항해하는 동안 한동안 맹렬했지만, 브루클린호의 우수한 무기들이 비스카야호를 압도했고, 뒤에서 사격하던 오리건호는 말할 것도 없었다. 내부에서 어뢰가 폭발하고 화염에 휩싸여 심하게 손상된 비스카야호도 좌초할 수밖에 없었다. 이때 알미란테 오켕도호와 스페인 구축함들도 미국의 포화에 압도되었다.
이제 슐레이는 오레곤이 뒤따르고 텍사스가 더 뒤따르는 가운데 크리스토발 콜론을 쫓아 항해했고, 아이오와와 인디애나 및 보조 함선들은 나머지 무력화된 스페인 함대의 사후 처리를 담당했다. 크리스토발 콜론과의 경주는 극적이었지만, 크리스토발 콜론은 결국 영국 석탄 공급이 부족해지자 속도가 느려졌고, 저품질 연료에 의존해야 했다. 결국 남쪽으로 방향을 틀어 탈출을 시도할 수밖에 없었다. 그러나 오레곤의 장거리 13-인치 (330 mm) 포가 이를 단념시켰고, 브루클린이 크리스토발 콜론의 함장 바로 뒤에 있자 그는 함선을 좌초시키고 자침시키기로 결정했다. 크리스토발 콜론의 나포는 전투의 흥미진진한 결말이었다. 텍사스의 함장 필립은 브루클린의 선회로 인해 전투 중 텍사스가 일시적으로 겪었던 불쾌함에 대해 현재 또는 나중에 어떤 악감정도 표현하지 않았는데, 그가 작은 보트를 타고 브루클린으로 가서 슐레이에게 보고하러 갈 때, 제독은 함교에서 그에게 즐겁게 소리쳤다고 한다. "재밌는 싸움이었지, 잭?"
그동안 샘프슨은 뉴욕에서 너무 동쪽으로 멀리 떨어진 회의에 참석하여 전투를 따라잡기 위해 힘껏 노력했다. 뉴욕이 스페인 함대의 주력 부대에 도달했을 때쯤에는 전투가 끝났고, 뉴욕은 크리스토발 콜론의 좌초도 따라잡을 수 없었다. 뉴욕은 단 한 발의 총도 발사하지 못하여 샘프슨은 전투에 전혀 참여하지 못했다.
전역의 총지휘를 맡고 있던 샘프슨이 승전 보고를 했을 때, 그는 실제 전투에 참여하지 않았음에도 불구하고 자신 외에 다른 장교에 대한 언급을 전혀 하지 않았다. 샘프슨은 슐레이의 전투에서의 역할을 칭찬하는 것을 꺼렸는데, 이는 나중에 샘프슨 자신의 군사 재판에서의 행동으로 입증된 전문적인 질투심에서 비롯된 사실이었다. 샘프슨은 만약 산티아고데쿠바 전투가 없었다면 슐레이가 군사 재판을 받았을 것이라고 생각했다. 그러나 대중은 슐레이를 전투뿐만 아니라 전쟁의 영웅으로 여겼고, 샘프슨은 슐레이의 역할을 인정하지 않은 것에 대해 (정확하게도) 부적절하다고 보았다.

### 말년 경력
1899년 4월 14일, 슐레이는 소장으로 진급했다. 1899년 11월, 그는 남대서양 전대의 지휘를 맡았고, 1901년 10월 9일, 연령 제한에 도달하여 현역에서 은퇴했다.

## 산티아고 전투 관련 논란
최근 전쟁 중 세르베라 함대에 대한 승리 공로를 놓고 슐레이 지지자들과 샘프슨 지지자들 사이에 논란이 벌어졌다. 에드거 스탠턴 매클레이가 쓴 '미국 해군사'라는 책이 출판되기 전까지는 두 장교 모두 이 논쟁에 대해 공식적인 언급을 하지 않았다. 이 책에서 저자는 슐레이 제독을 "비열하고 겁쟁이며 비겁한 자"라고 칭했다. 이 책의 교정본은 소장 샘프슨을 비롯한 여러 해군 장교들에 의해 읽히고 승인되었다.
슐레이의 요청으로, 그 책에서 제기된 혐의 때문에 1901년 9월 12일 군사 재판이 개시되었고, 이 재판은 조지 듀이 제독, 앤드루 E. K. 벤햄 소장, 프랜시스 먼로 램지 소장으로 구성되었으며, 산티아고 전투 이전과 도중의 슐레이의 행위를 조사했다. 1901년 12월 13일, 재판소는 그들의 절차와 취득한 증언, 확립된 것으로 간주되는 모든 관련 사실의 완전하고 상세한 진술, 그리고 그들의 의견과 권고를 보고했다. 여러 장교들이 슐레이의 행위에 대해 상반된 증언을 했으며, 그 중 한 명인 템플린 포츠 대위는 슐레이를 직접적으로 비겁하다고 비난했다.
재판소의 다수 보고서는 슐레이 제독이 적절한 속도로 산티아고로 가지 못했고, 전대는 요트 USS Eagle에 의해 지체되어서는 안 되었고, 서쪽으로 방향을 틀지 말았어야 했으며, 1898년 5월 25일 해군부의 명령에 복종했어야 했고, 크리스토발 콜론을 나포하기 위해 최선을 다하지 않았으며, 브루클린의 선회가 텍사스호를 멈추게 했고, 텍사스호를 위험에 빠뜨린 부주의와 다른 미국 함선들의 사격을 가린 것, 그리고 호드슨 중령(당시 브루클린의 항해사)에게 불공평하게 대했고, 산티아고 작전에서의 그의 행동이 동요, 지연, 그리고 "진취성 부족"으로 특징지어졌으며, 그의 석탄 보고서가 부정확하고 오해의 소지가 있었다고 판결했다. 그러나 조지 듀이 제독은 소수 의견을 제시하여 슐레이의 신속하고 효율적인 복무를 칭찬하고 세르베라 함대의 파괴에 대한 공로를 인정했다.
재판소는 시간이 많이 경과했음을 고려하여 아무런 조치도 취하지 않을 것을 권고했다. 슐레이 소장은 재판소의 판결에 대해 항의했지만, 이는 계급과 선임권을 이유로 샘프슨을 지지했던 롱 해군 장관에 의해 승인되었다. 그럼에도 불구하고 대중 언론, 특히 허스트 신문은 그 결과를 슐레이를 옹호하는 것으로 보았고, 그의 전쟁 영웅 지위는 이러한 노출로 인해 더욱 높아졌다. 1902년 1월, 슐레이 소장은 시어도어 루스벨트 대통령에게 판결에 불복했으나, 대통령은 롱 장관의 승인을 재확인했다.

## 기타 관심사
슐레이는 미국 해군 훈장, 외국 전쟁 군사 훈장 및 미국 충성 군사 훈장 (휘장 번호 9233)을 포함한 여러 군사 협회에 소속되어 있었다. 1905년에 그는 미국 독립 혁명 자손회의 엠파이어 스테이트 지부 회원이 되었고, 국가 회원 번호 17,070을 부여받았다.
슐레이는 제임스 러셀 솔리와 함께 '그릴리 구출'(뉴욕, 1885)을 썼다. 그는 또한 그의 자서전인 '깃발 아래 45년'(뉴욕, 1904)을 쓰고 출판했다.

## 사망 및 매장
윈필드 스콧 슐레이 소장은 1911년 10월 2일, 2002년에 은퇴한 후 간신히 살아남은 샘프슨 소장보다 9년 늦게 사망했다. 사망 당시 슐레이는 맨해튼의 유명한 알곤퀸 호텔의 저명한 거주자였다.
호텔 근처 5번가를 따라 쓰러져 사망한 후, 슐레이의 시신은 몇 시간 동안 지역 경찰서 뒷마당에서 인식되지 않고 아무도 찾지 않는 상태로 방치되었다. 그가 실종되었다는 사실이 발견된 후에야 비로소 알곤퀸 호텔의 격분한 컨시어지에 의해 제대로 신원이 확인되고 회수되었다.
1911년 10월 5일, 슐레이 소장은 버지니아주 알링턴 국립묘지에 군 의장대와 함께 완전한 군사 예식으로 매장되었다.

## 유산
- 메릴랜드 볼티모어와 워싱턴 D.C.에는 그의 이름을 딴 거리가 있다.
- 아나폴리스의 주 원형 극장에 있는 메릴랜드 주청사 로비에는 슐레이 기념비가 있다.[11]
- 아나폴리스에는 어니스트 키저가 만든 그의 흉상이 있다.[12]
- USS Schley (DD-103/APD-14)는 그의 이름을 따서 명명되었다.
- 캐스군의 비법인 공동체인 슐레이 (미네소타주)는 슐레이 제독의 이름을 따서 명명되었다.[13]
- 버번, 다크 럼, 라임, 설탕으로 구성된 애드미럴 슐레이 칵테일이 있다. 이 칵테일은 '신사들의 동반자'[14]와 '올드 월도프 바 북'[15]에 모두 언급되어 있다.
- 1901년에 W. D. 앨런이 그의 영예를 기리기 위해 작곡한 "모든 영예를 슐레이 제독에게"라는 제목의 행진곡이 있다.OCLC 909811266

## 갤러리
|  |  |  |

## 내용주
1. ↑  Westcott, Allan (1935). 〈Schley, Winfield Scott〉. 《Dictionary of American Biography》. New York: Charles Scribner's Sons.
2. ↑  Andrews, E. Benjamin (1903). 《The United States in Our Own Time》. New York: C. Scribner's Sons. 424–430쪽. OCLC 670878.
3. ↑  “Conflicting Testimony in the Schley Court” (PDF). 《뉴욕 타임스》 (뉴욕). 뉴욕 타임스 컴퍼니. 1901년 10월 10일. 2010년 11월 11일에 확인함.
4. ↑  Record of proceedings of a court of inquiry in the case of Rear Admiral Winfield Scott Schley
5. ↑  Register of the Military Order of Foreign Wars. 1900. pg. 88.
6. ↑  Union Blue. Robert G. Caroon. pg. 348
7. ↑  Sons of the American Revolution Membership Applications on Ancestry.com.
8. ↑  Case, Frank. "Tales of a Wayward Inn". 1939.
9. ↑  “Navy to Bury Schley: Body of Admiral to Be Placed in State in Arlington”. 《The Washington Post》. 1911년 10월 4일. 16면. 2023년 7월 13일에 확인함.
10. ↑  “Schley, Winfield S”. 《ANCExplorer》. U.S. Army. 2023년 7월 13일에 확인함.
11. ↑  “Rear Admiral Winfield Scott Schley (1839–1909)”. The Annapolis Complex Collection. 2007년 12월 16일에 확인함.
12. ↑  Proske, Beatrice Gilman, Brookgreen Gardens Sculpture, Brookgreen Gardens, South Carolina, 1968, p. 301
13. ↑  Upham, Warren (1920). 《Minnesota Geographic Names: Their Origin and Historic Significance》. Minnesota Historical Society. 92쪽.
14. ↑  "The Gentleman's Companion" by Charles H. Baker, Jr.
15. ↑  Old Waldorf Astoria Bar Book